# Blességué
Blességué  è una città e sottoprefettura della Costa d'Avorio appartenente al dipartimento di Kouto. Conta una popolazione di 15 187 abitanti (censimento 2014).